# Wieliczka
Wieliczka és una ciutat de Polònia amb una mica menys de 20.000 habitants, situada a 14 km de Cracòvia i mundialment coneguda per a la seva mina de sal. Les mines de sal de Wieiczka estan inscrites a la llista del Patrimoni de la Humanitat de la UNESCO des del 1978, ampliat el 2008 i 2013.
Des del segle xiii, Wieliczka explota el seu jaciment de sal gemma subterrani sobre 9 nivells i amb 300 km de galeries. És la mina de sal més antiga d'Europa encara explotada avui dia. Protegeix avui un centre de conferències de més de 1.000 places que permet organitzar espectacles i competicions esportives 125 m sota terra. Finalment, a més de 200 m sota terra es troba un sanatori i un museu.
Un conjunt d'escultures tallades als blocs de sal il·lustra la llegenda del descobriment de la mina i acull el visitant a la seva arribada al primer nivell subterrani.
Aquesta llegenda explica que una jove princesa hongaresa, dita Kinga, havia rebut del príncep polonès Boleslas un magnífic anell de compromís que li va caure per descuit en un pou, prop d'una mina de sal que li havia ofert el seu pare el rei Béla, i just abans de marxar cap a la cerimònia. Una estona abans d'arribar a Cracòvia, el viatge era llarg i pesat, el seguici es va parar una última vegada. No trobant prou aigua per fer passar la set a la seva gent i als seus animals, la princesa va ordenar cavar un pou allà on es trobava, prop del poble de Wieliczka. Va ser llavors que un dels seus homes que estava cavant pica contra alguna cosa més dura: va pujar un gruixut bloc de sal, dins del qual centellejava l'anell perdut.
Una altra llegenda explica que els follets venen a ajudar secretament els miners, protegint-los de les inundacions i dels esfondraments, el que explica la presència de nombrosos follets esculpits en la sal arreu a la mina.
A un centenar de metres de profunditat es troba la sala més bonica de la mina: la capella de la benaventurada Kinga, completament de sal, tant les estructures, el terra, els relleus, les estàtues, les escultures o fins i tot de les aranyes de llum que pengen del sostre. Nombroses escenes bíbliques hi són representades.
La mina ha estat visitada per nombroses personalitats, entre les quals destaquen Joan Pau II, Javier Solana o George Bush.